# Пешна

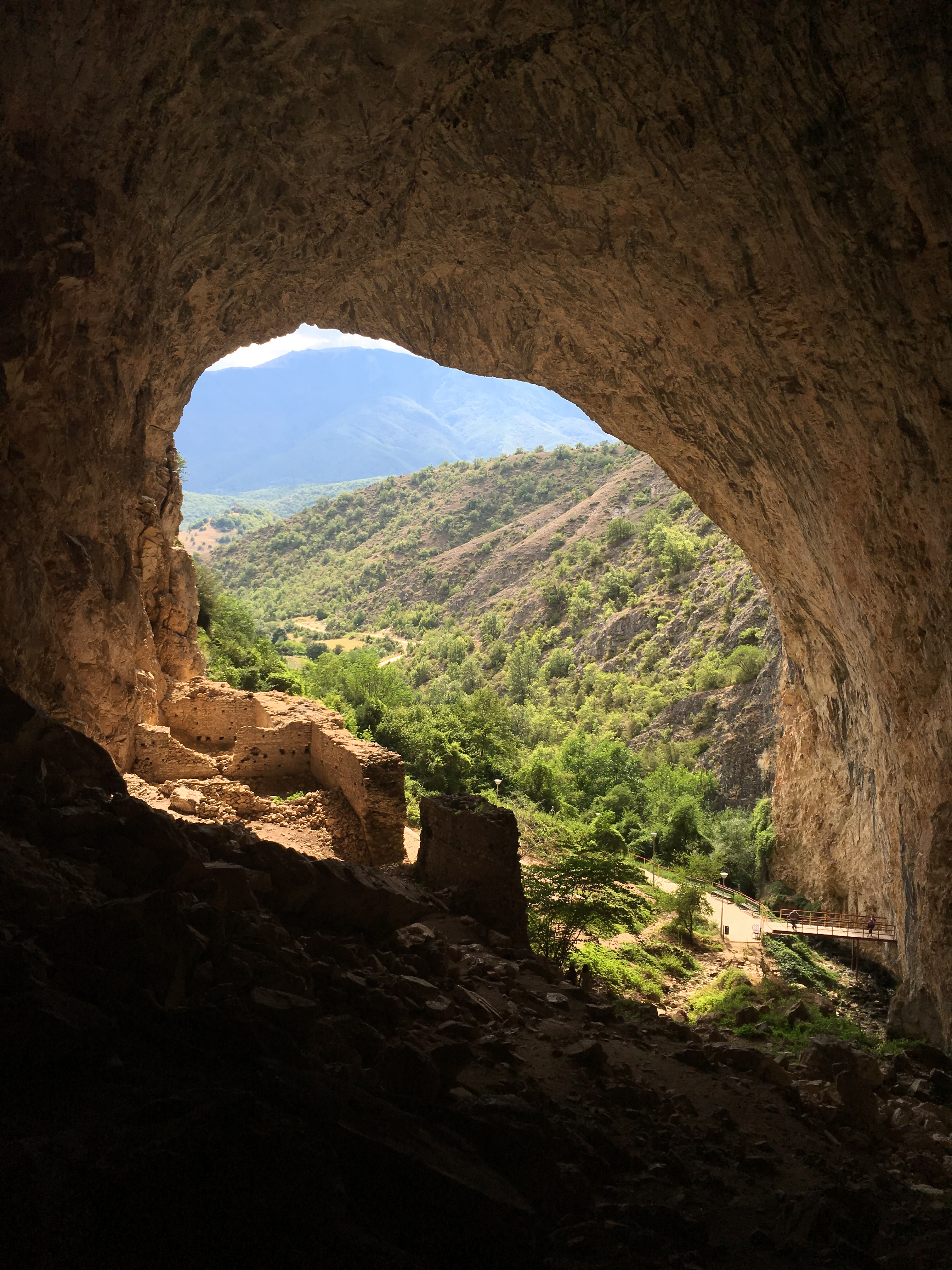
Вигляд з печери

Пешна — печера в Північній Македонії, що була оголошена пам'яткою культури.

## Опис
Печера Пешна розташована за 6 км від міста Македонськи-Брод. За даними спелеологів, Пешна — це печера є найбільшим відкритим сводом Балкан — висота отвору 40 метрів, а ширина 56 метрів. Довжина печери становить 124 метри. У печері є гніздо ластівки, живуть в ньому й кажани. Краса печери — це те, що New York Times порівняв з «Helms Deep» з «Володаря перснів.»
З далекої північної частини печери, після сильного дощу і танення снігу, дме сильний вітер, який повністю припиняється в сухі періоди року. За даними місцевого населення, вода спускається з села Крапа, яке знаходиться на більшій висоті,, та утворює кілька озер і водоспадів в «найбільшій печерній системі в нашій країні», яка, як передбачається, досягає десяти кілометрів.
Біля входу в печеру знаходиться середньовічна фортеця і залишки водяного млина. Залишки фортеці у печері пов'язані з ділянкою «Вежі Девіна», що видно з внутрішньої сторони печери. Згідно з місцевими легендами, сестри короля Марка жили в обох фортецях. Пешна згадується у пізній античності Стародавньої Македонії. Перед входом у саму печеру була виявлена гробниця з цегляним склепінням.